# Serie B de Ecuador 2020
El Campeonato Ecuatoriano de Fútbol Serie B 2020, llamado oficialmente «LigaPro Serie B 2020», fue la cuadragésima tercera (43.ª) edición de la Serie B del fútbol profesional ecuatoriano y la segunda (2.ª) bajo la denominación de LigaPro. El torneo fue organizado por la Liga Profesional de Fútbol del Ecuador y consistió en un sistema de una etapa. La etapa clasificatoria se desarrolló con un sistema de todos contra todos. Los dos equipos que terminaron primeros en la tabla acumulada ascendieron a la Serie A de la siguiente temporada. Comenzó a disputarse el 29 de febrero y finalizó el 14 de noviembre.
9 de Octubre Fútbol Club de la provincia de Guayas, tras una excelente campaña consiguió su primer título en la categoría, esto le valió para además de ascender a la Serie A y volver a primera división después de 25 años. Mientras que el subcampeón del torneo fue el Manta Fútbol Club de la provincia de Manabí, en una buena temporada el equipo atunero al final logró ubicarse en el segundo lugar de la tabla acumulada, esto le permitió conseguir el segundo ascenso y volvió a la máxima categoría del fútbol ecuatoriano después de 6 temporadas.

## Sistema de juego
El sistema de juego del Campeonato Nacional Serie B 2020 fue confirmado el 22 de octubre de 2019 durante el Consejo de Presidentes LigaPro, estuvo compuesto de una sola fase regular o clasificatoria, se jugó con la misma modalidad con respecto a la temporada pasada con excepción de unos pequeños cambios.
El Campeonato Ecuatoriano de la Serie B 2020, según lo establecido por la LigaPro, fue jugado por 10 equipos que se disputaron el ascenso en una etapa. En total se jugaron 18 fechas que iniciaron en marzo.
La etapa clasificatoria se jugó todos contra todos (18 fechas).
Concluidas las 18 fechas del torneo los 2 primeros de la tabla acumulada ascendieron a la Serie A de Ecuador de 2021. El primero de la tabla general fue proclamado el campeón, el segundo mejor ubicado fue declarado subcampeón.
Los equipos filiales no podían ser considerados para el ascenso o de haber sido el caso para los partidos de promoción, si se hubiera presentado una situación de este tipo, su lugar lo hubiera tomado el equipo mejor ubicado en la tabla acumulada.
Para la temporada 2021 se tenía previsto que la Federación Ecuatoriana de Fútbol sea la encargada de la organización de la Serie B del fútbol ecuatoriano, pero en el congreso ordinario de fútbol en enero de 2020 la petición fue rechazada, se tenía previsto que los equipos que no lograren el ascenso directo o mediante la promoción pasarían al nuevo torneo del cual formarían parte 10 equipos, ya que la FEF confirmó que la Segunda Categoría 2020 se jugará con el mismo sistema de la temporada pasada, para este torneo de la Serie B 2020 la LigaPro no contemplaba descensos directos a Segunda Categoría, pero dicha decisión fue revertida y como consecuencia los dos últimos de la tabla acumulada perderán la categoría.

### Criterios de desempate
El orden de clasificación de los equipos durante la fase de clasificación, se determinará en una tabla de cómputo general, de la siguiente manera:
- 1) Mayor cantidad de puntos.
- 2) Mayor diferencia de goles a favor; en caso de igualdad;
- 3) Mayor cantidad de goles convertidos; en caso de igualdad;
- 4) Mejor performance en los partidos que se enfrentaron entre sí; en caso de igualdad;
- 5) Sorteo público.

## Efectos de la pandemia de coronavirus
El torneo sufrió una suspensión de tres meses debido a la pandemia de COVID-19 en el país, está decisión se tomó el 14 de marzo de 2020. Para el 20 de mayo de 2020 se realizó un Consejo de Presidentes para tratar un plan alternativo en caso de no poder mantener en formato previamente establecido, además de la fecha de regreso a los entrenamientos que se fijó inicialmente para el 8 de junio, sin embargo el COE Nacional decidió cambiar la fecha para el 10 de junio, la LigaPro se encargará de todas las pruebas necesarias para los equipos de ambas categorías. El 22 de junio tuvo lugar otro Consejo de Presidentes para determinar la fecha de reinicio de los partidos que se estimó para el 17 de julio con el mismo formato con el que se comenzó el torneo. Además se decidió implementar cinco sustituciones por equipo durante los encuentros por lo que resta del torneo y ratificar el número de equipos y formato del campeonato por las próximas cinco temporadas. Así mismo se informó de 29 casos positivos de COVID-19 en las 1300 pruebas realizadas a los 26 equipos que conforman la LigaPro. El 29 de junio de 2020 la LigaPro entregó al COE Nacional el protocolo para la reanudación de las competencias deportivas en la Serie A y B, el plan consta de varias etapas y contempla un máximo de 224 personas por estadio divididas en varias zonas. Desde el 13 de julio se autorizaron los entrenamientos colectivos en todos los equipos afiliados, la fecha para la reanudación de partidos quedó en análisis por parte del COE Nacional.
Como parte de la planificación para el regreso a la competición se realizó un partido amistoso en la ciudad de Guayaquil el 22 de julio de 2020 entre Barcelona Sporting Club y Guayaquil City Fútbol Club, todo con el fin de poner en práctica los protocolos establecidos por parte de la LigaPro, terminó en empate 1-1. El 23 de julio de 2020, el club Universidad Católica reportó tres casos positivos de COVID-19 entre jugadores de su plantilla, siendo aislados como dicta el protocolo de LigaPro. Para el lunes 27 de julio de 2020 el COE Nacional aprobó los protocolos de regreso a las competiciones de LigaPro y estableció el 15 de agosto de 2020 como la fecha de reanudación del torneo a falta de evaluar de la situación en Quito y Cuenca en los próximos días. El miércoles 5 de agosto de 2020 se jugará el segundo partido amistoso comprobatorio de los protocolos de LigaPro entre Liga Deportiva Universitaria e Independiente del Valle en la ciudad de Quito, también se informó de la aprobación de los protocolos de Conmebol para la realización de torneos internacionales y la autorización a varios clubes para disputar partidos amistosos a puerta cerrada en sus respectivos complejos. El 31 de julio de 2020, Liga Deportiva Universitaria informó de ocho casos positivos entre jugadores, cuerpo técnico y miembros del equipo, por tal motivo se suspendió el amistoso ante Sociedad Deportiva Aucas pactado para el 1 de agosto de 2020.

### Cambios en el sistema de juego
Como consecuencia de la pandemia de coronavirus el torneo redujo las fechas de 36 a 18. La segunda etapa se iba a jugar de igual manera que la primera todos contra todos (18 fechas) fue cancelada. Así mismo en primera instancia el 3.er y 4.° puesto jugarían la promoción de ascenso en play-offs ida y vuelta contra el 15.° y 16.° lugar de la tabla acumulada de la LigaPro Banco Pichincha 2020 de la siguiente manera:
- 15.° lugar Serie A vs. 4.° lugar Serie B
- 16.° lugar Serie A vs. 3.er lugar Serie B

También el Consejo de Presidentes de LigaPro celebrado el 23 de mayo de 2020 decidió que se mantenga la misma cantidad de equipos para la temporada 2021, es decir, 16 equipos en la Serie A y 10 equipos en la Serie B; como consecuencia de dicha medida los equipos que ocupen los dos últimos puestos en la tabla general (36 jornadas) perderán la categoría y jugarán en la Segunda Categoría en el 2021.
Todos los cambios se efectuaron desde la fecha 3 una vez aprobados por el Consejo de Presidentes realizado el 7 de agosto de 2020.

## Relevo anual de clubes
| Pos. | Descendidos de la Serie A |
| ---- | ------------------------- |
| 15.ª | América de Quito          |
| 16.ª | Fuerza Amarilla           |

| Pos. | Ascendidos de la Serie B |
| ---- | ------------------------ |
| 1.ª  | Orense                   |
| 2.ª  | Liga de Portoviejo       |

| Pos. | Descendidos de la Serie B |
| ---- | ------------------------- |
| 9.ª  | Liga de Loja              |
| 10.ª | Clan Juvenil              |

| Pos. | Ascendidos de la Segunda Categoría |
| ---- | ---------------------------------- |
| 1.ª  | Chacaritas                         |
| 2.ª  | 9 de Octubre                       |

## Equipos participantes
Los estadios para la temporada 2020, página oficial FEF.
| Nombre del club                      | Ciudad        | Entrenador          | Estadio                   | Capacidad | Marca           | Patrocinador              |
| ------------------------------------ | ------------- | ------------------- | ------------------------- | --------- | --------------- | ------------------------- |
| 9 de Octubre Fútbol Club             | Guayaquil     | Juan Carlos León    | Alejandro Ponce Noboa     | 3500      | Astro           | –                         |
| Club Deportivo América de Quito      | Quito         | Miguel Bravo        | Olímpico Atahualpa        | 38 258    | Astro           | Consorcio Pichincha       |
| Club Atlético Porteño                | Salinas       | Washington Espinoza | Christian Benítez         | 10 152    | Astro           | –                         |
| Club Atlético Santo Domingo          | Santo Domingo | Héctor González     | Olímpico de Santo Domingo | 12 000    | Yeliyan         | Only Natural              |
| Chacaritas Fútbol Club               | Pelileo       | Franklin Salas      | Ciudad de Pelileo         | 8000      | Vaz Sport       | San Francisco COAC Ltda.  |
| Fuerza Amarilla Sporting Club        | Machala       | Luis Garcés         | 9 de Mayo                 | 16 456    | Elohim          | Elohimtex                 |
| Gualaceo Sporting Club               | Gualaceo      | Daniel Segarra      | Gerardo León Pozo         | 3171      | Boman           | GAD Municipal de Gualaceo |
| Club Deportivo Independiente Juniors | Sangolquí     | Yuri Solano         | Olímpico Atahualpa        | 38 258    | Marathon Sports | Chery                     |
| Manta Fútbol Club                    | Manta         | Fabián Frías        | Jocay                     | 22 000    | Astro           | Atún Isabel               |
| Club Deportivo y Social Santa Rita   | Vinces        | Lauiryi Erazo       | 14 de Junio               | 3000      | Yeliyan         | –                         |

## Equipos por ubicación geográfica
| Provincia                      | N.º | Equipos                                    |
| ------------------------------ | --- | ------------------------------------------ |
| Pichincha                      | 2   | - América de Quito - Independiente Juniors |
| Azuay                          | 1   | - Gualaceo                                 |
| El Oro                         | 1   | - Fuerza Amarilla                          |
| Los Ríos                       | 1   | - Santa Rita                               |
| Guayas                         | 1   | - 9 de Octubre                             |
| Manabí                         | 1   | - Manta                                    |
| Santa Elena                    | 1   | - Atlético Porteño                         |
| Santo Domingo de los Tsáchilas | 1   | - Atlético Santo Domingo                   |
| Tungurahua                     | 1   | - Chacaritas                               |

| Manta FC Atlético Santo Domingo Gualaceo SC Chacaritas Independiente Jrs. Fuerza Amarilla América de Quito Santa Rita 9 de Octubre Atlético Porteño |

## Cambio de entrenadores
| Equipo           | Pos. | Entrenador saliente | Último partido                          | Fecha | Entrenador sucesor | Fecha debut | Ref.          |
| ---------------- | ---- | ------------------- | --------------------------------------- | ----- | ------------------ | ----------- | ------------- |
| América de Quito | 6    | Darío Tempesta      | Manta 1 : 0 América de Quito            | 2.ª   | Miguel Bravo       | 3.ª         | [ 49 ] [ 50 ] |
| Santa Rita       | 10   | Mario Petrone       | Santa Rita 1 : 2 Fuerza Amarilla        | 6.ª   | Lauiryi Erazo      | 7.ª         |               |
| Chacaritas       | 7    | Joel Vernaza        | Chacaritas 3 : 3 Atlético Santo Domingo | 7.ª   | Franklin Salas     | 9.ª         | [ 51 ] [ 52 ] |
| Fuerza Amarilla  | 8    | Ángel Gracia        | Fuerza Amarilla 0 : 3 Manta             | 12.ª  | Luis Miguel Garcés | 13.ª        |               |
| Gualaceo         | 7    | Oswaldo Morelli     | Santa Rita 3 : 1 Gualaceo               | 13.ª  | Daniel Segarra     | 14.ª        |               |

## Clasificación
| Pos. | Equipo                 | Pts. | PJ | G | E | P | GF | GC | Dif. |  |
| ---- | ---------------------- | ---- | -- | - | - | - | -- | -- | ---- |  |
| 1    | 9 de Octubre (C, A)    | 33   | 18 | 9 | 6 | 3 | 27 | 16 | +11  |  |
| 2    | Manta (A)              | 32   | 18 | 9 | 5 | 4 | 26 | 18 | +8   |  |
| 3    | América de Quito       | 28   | 18 | 8 | 4 | 6 | 20 | 14 | +6   |  |
| 4    | Atlético Porteño       | 26   | 18 | 7 | 5 | 6 | 15 | 15 | 0    |  |
| 5    | Chacaritas             | 23   | 18 | 5 | 8 | 5 | 23 | 26 | −3   |  |
| 6    | Gualaceo               | 22   | 18 | 6 | 4 | 8 | 21 | 21 | 0    |  |
| 7    | Independiente Juniors  | 20   | 18 | 4 | 8 | 6 | 19 | 24 | −5   |  |
| 8    | Atlético Santo Domingo | 20   | 18 | 4 | 8 | 6 | 12 | 19 | −7   |  |
| 9    | Fuerza Amarilla (D)    | 18   | 18 | 3 | 9 | 6 | 14 | 19 | −5   |  |
| 10   | Santa Rita (D)         | 16   | 18 | 3 | 7 | 8 | 19 | 24 | −5   |  |

 Fuente: LigaPro
Notas:
1. ↑  Los equipos filiales no fueron elegibles para el ascenso.

|  | Ascendidos a la Serie A 2021.            |
|  | Descendidos a la Segunda Categoría 2021. |

## Evolución de la clasificación
| Equipo                 | 01 | 02 | 03 | 04 | 05 | 06 | 07 | 08 | 09 | 10 | 11 | 12 | 13 | 14 | 15 | 16 | 17 | 18 |
| ---------------------- | -- | -- | -- | -- | -- | -- | -- | -- | -- | -- | -- | -- | -- | -- | -- | -- | -- | -- |
| 9 de Octubre           | 4  | 1  | 2  | 2  | 2  | 4  | 4  | 3  | 3  | 2  | 1  | 1  | 1  | 1  | 1  | 1  | 1  | 1  |
| Manta                  | 9  | 5  | 5  | 3  | 3  | 2  | 2  | 2  | 4  | 4  | 3  | 2  | 2  | 2  | 2  | 2  | 2  | 2  |
| América de Quito       | 2  | 4  | 9  | 5  | 5  | 9  | 5  | 8  | 9  | 9  | 7  | 4  | 5  | 4  | 4  | 4  | 3  | 3  |
| Atlético Porteño       | 3  | 8  | 4  | 1  | 1  | 1  | 1  | 1  | 1  | 1  | 2  | 3  | 3  | 3  | 3  | 3  | 4  | 4  |
| Chacaritas             | 5  | 9  | 10 | 9  | 6  | 7  | 7  | 4  | 5  | 6  | 4  | 5  | 6  | 6  | 6  | 6  | 5  | 5  |
| Gualaceo               | 7  | 2  | 7  | 10 | 7  | 8  | 9  | 9  | 8  | 5  | 6  | 7  | 7  | 5  | 5  | 5  | 6  | 6  |
| Independiente Juniors  | 8  | 10 | 8  | 8  | 4  | 5  | 8  | 5  | 2  | 3  | 5  | 6  | 4  | 7  | 7  | 7  | 7  | 7  |
| Atlético Santo Domingo | 1  | 6  | 6  | 7  | 10 | 6  | 6  | 7  | 7  | 8  | 9  | 9  | 10 | 10 | 9  | 8  | 8  | 8  |
| Fuerza Amarilla        | 6  | 3  | 1  | 4  | 8  | 3  | 3  | 6  | 6  | 7  | 8  | 8  | 8  | 8  | 8  | 9  | 9  | 9  |
| Santa Rita             | 10 | 7  | 3  | 6  | 9  | 10 | 10 | 10 | 10 | 10 | 10 | 10 | 9  | 9  | 10 | 10 | 10 | 10 |

## Resultados
- Los horarios corresponden al huso horario de Ecuador: (UTC-5).

### Primera vuelta
| 9 de Octubre           | 1 - 0 Archivado el 1 de marzo de 2020 en Wayback Machine. | Manta            | Alejandro Ponce Noboa     | 29 de febrero | 13:00 | GolTV |
| Atlético Santo Domingo | 3 - 0 Archivado el 1 de marzo de 2020 en Wayback Machine. | Santa Rita       | Olímpico de Santo Domingo | 29 de febrero | 15:00 | –     |
| América de Quito       | 2 - 1 Archivado el 2 de marzo de 2020 en Wayback Machine. | Fuerza Amarilla  | Guillermo Albornoz        | 1 de marzo    | 10:00 | GolTV |
| Independiente Juniors  | 0 - 1 Archivado el 2 de marzo de 2020 en Wayback Machine. | Atlético Porteño | General Rumiñahui         | 1 de marzo    | 14:45 | –     |
| Chacaritas             | 1 - 0 Archivado el 2 de marzo de 2020 en Wayback Machine. | Gualaceo         | Ciudad de Pelileo         | 1 de marzo    | 15:00 | –     |

| Atlético Porteño | 1 - 3 Archivado el 8 de marzo de 2020 en Wayback Machine. | 9 de Octubre           | Jocay                | 7 de marzo | 10:00 | GolTV |
| Manta            | 1 - 0 Archivado el 8 de marzo de 2020 en Wayback Machine. | América de Quito       | Jocay                | 7 de marzo | 14:00 | –     |
| Santa Rita       | 3 - 1 Archivado el 8 de marzo de 2020 en Wayback Machine. | Independiente Juniors  | 7 de Octubre         | 7 de marzo | 15:30 | –     |
| Fuerza Amarilla  | 4 - 1 Archivado el 8 de marzo de 2020 en Wayback Machine. | Chacaritas             | 9 de Mayo            | 8 de marzo | 09:15 | GolTV |
| Gualaceo         | 4 - 0 Archivado el 9 de marzo de 2020 en Wayback Machine. | Atlético Santo Domingo | Jorge Andrade Cantos | 8 de marzo | 12:00 | –     |

| Atlético Santo Domingo | 1 - 1 Archivado el 9 de junio de 2020 en Wayback Machine.                                               | Manta            | Olímpico de Santo Domingo | 14 de marzo  | 11:00 | GolTV |
| América de Quito       | 0 - 1 Archivado el 23 de octubre de 2020 en Wayback Machine.                                            | Atlético Porteño | Olímpico Atahualpa        | 22 de agosto | 11:30 | GolTV |
| Chacaritas             | 1 - 2 Archivado el 27 de septiembre de 2020 en Wayback Machine.                                         | Santa Rita       | Ciudad de Pelileo         | 22 de agosto | 15:00 | –     |
| Fuerza Amarilla        | 2 - 1 (enlace roto disponible en Internet Archive; véase el historial, la primera versión y la última). | Gualaceo         | 9 de Mayo                 | 22 de agosto | 15:00 | –     |
| Independiente Juniors  | 2 - 0 (enlace roto disponible en Internet Archive; véase el historial, la primera versión y la última). | 9 de Octubre     | Olímpico Atahualpa        | 23 de agosto | 10:30 | –     |

| Independiente Juniors | 2 - 2 Archivado el 28 de septiembre de 2020 en Wayback Machine.                                         | Chacaritas             | Olímpico Atahualpa    | 28 de agosto | 16:45 | GolTV |
| 9 de Octubre          | 1 - 1 Archivado el 29 de septiembre de 2020 en Wayback Machine.                                         | Atlético Santo Domingo | Alejandro Ponce Noboa | 29 de agosto | 10:30 | –     |
| Manta                 | 3 - 2 Archivado el 30 de septiembre de 2020 en Wayback Machine.                                         | Fuerza Amarilla        | Jocay                 | 29 de agosto | 10:45 | –     |
| Santa Rita            | 0 - 1 (enlace roto disponible en Internet Archive; véase el historial, la primera versión y la última). | América de Quito       | 14 de Junio           | 29 de agosto | 15:00 | –     |
| Atlético Porteño      | 2 - 1 Archivado el 27 de septiembre de 2020 en Wayback Machine.                                         | Gualaceo               | Christian Benítez     | 30 de agosto | 11:00 | GolTV |

| América de Quito       | 0 - 0 Archivado el 24 de septiembre de 2020 en Wayback Machine. | 9 de Octubre          | Olímpico Atahualpa        | 3 de septiembre | 19:00 | GolTV |
| Fuerza Amarilla        | 0 - 2 Archivado el 28 de septiembre de 2020 en Wayback Machine. | Atlético Porteño      | 9 de Mayo                 | 4 de septiembre | 15:00 | –     |
| Chacaritas             | 2 - 1 Archivado el 24 de septiembre de 2020 en Wayback Machine. | Manta                 | Ciudad de Pelileo         | 4 de septiembre | 15:00 | –     |
| Atlético Santo Domingo | 0 - 1 Archivado el 26 de octubre de 2020 en Wayback Machine.    | Independiente Juniors | Olímpico de Santo Domingo | 5 de septiembre | 11:30 | GolTV |
| Gualaceo               | 2 - 1 Archivado el 27 de septiembre de 2020 en Wayback Machine. | Santa Rita            | Gerardo León Pozo         | 5 de septiembre | 12:00 | –     |

| Manta                  | 2 - 1 Archivado el 26 de octubre de 2020 en Wayback Machine.    | Atlético Porteño | Jocay                     | 10 de septiembre | 19:00 | GolTV |
| 9 de Octubre           | 1 - 1 Archivado el 22 de octubre de 2020 en Wayback Machine.    | Chacaritas       | Alejandro Ponce Noboa     | 11 de septiembre | 10:30 | –     |
| Atlético Santo Domingo | 1 - 0 Archivado el 22 de octubre de 2020 en Wayback Machine.    | América de Quito | Olímpico de Santo Domingo | 11 de septiembre | 12:00 | –     |
| Santa Rita             | 1 - 2 Archivado el 23 de octubre de 2020 en Wayback Machine.    | Fuerza Amarilla  | 14 de Junio               | 11 de septiembre | 12:00 | –     |
| Independiente Juniors  | 1 - 1 Archivado el 28 de septiembre de 2020 en Wayback Machine. | Gualaceo         | Olímpico Atahualpa        | 14 de septiembre | 18:00 | GolTV |

| Chacaritas       | 3 - 3 Archivado el 22 de octubre de 2020 en Wayback Machine. | Atlético Santo Domingo | Ciudad de Pelileo  | 16 de septiembre | 12:00 | –     |
| Fuerza Amarilla  | 0 - 0 Archivado el 20 de octubre de 2020 en Wayback Machine. | 9 de Octubre           | 9 de Mayo          | 16 de septiembre | 15:00 | –     |
| Atlético Porteño | 1 - 0 Archivado el 22 de octubre de 2020 en Wayback Machine. | Santa Rita             | Christian Benítez  | 16 de septiembre | 19:00 | GolTV |
| Gualaceo         | 0 - 1 Archivado el 20 de octubre de 2020 en Wayback Machine. | Manta                  | Gerardo León Pozo  | 17 de septiembre | 12:00 | –     |
| América de Quito | 1 - 0 Archivado el 22 de octubre de 2020 en Wayback Machine. | Independiente Juniors  | Olímpico Atahualpa | 18 de septiembre | 16:30 | GolTV |

| 9 de Octubre           | 2 - 1 Archivado el 20 de octubre de 2020 en Wayback Machine. | Gualaceo         | Alejandro Ponce Noboa     | 20 de septiembre | 11:00 | GolTV |
| Atlético Santo Domingo | 0 - 0 Archivado el 1 de octubre de 2020 en Wayback Machine.  | Atlético Porteño | Olímpico de Santo Domingo | 20 de septiembre | 12:00 | –     |
| Santa Rita             | 1 - 1 Archivado el 2 de octubre de 2020 en Wayback Machine.  | Manta            | 14 de Junio               | 21 de septiembre | 15:00 | –     |
| Independiente Juniors  | 2 - 0 Archivado el 22 de octubre de 2020 en Wayback Machine. | Fuerza Amarilla  | Olímpico Atahualpa        | 21 de septiembre | 15:00 | –     |
| América de Quito       | 1 - 2 Archivado el 4 de octubre de 2020 en Wayback Machine.  | Chacaritas       | Olímpico Atahualpa        | 21 de septiembre | 18:00 | GolTV |

| Atlético Porteño | 1 - 0 Archivado el 4 de octubre de 2020 en Wayback Machine.  | Chacaritas             | Christian Benítez | 25 de septiembre | 14:15 | GolTV |
| Fuerza Amarilla  | 0 - 0 Archivado el 6 de octubre de 2020 en Wayback Machine.  | Atlético Santo Domingo | 9 de Mayo         | 26 de septiembre | 15:00 | –     |
| Santa Rita       | 1 - 1 Archivado el 6 de octubre de 2020 en Wayback Machine.  | 9 de Octubre           | 14 de Junio       | 26 de septiembre | 15:00 | –     |
| Gualaceo         | 1 - 0 Archivado el 5 de octubre de 2020 en Wayback Machine.  | América de Quito       | Gerardo León Pozo | 26 de septiembre | 15:00 | –     |
| Manta            | 1 - 3 Archivado el 22 de octubre de 2020 en Wayback Machine. | Independiente Juniors  | Jocay             | 28 de septiembre | 16:00 | GolTV |

### Segunda vuelta
| 9 de Octubre           | 2 - 0 Archivado el 8 de octubre de 2020 en Wayback Machine. | Atlético Porteño | Alejandro Ponce Noboa     | 2 de octubre | 14:00 | GolTV |
| Atlético Santo Domingo | 0 - 1 Archivado el 9 de octubre de 2020 en Wayback Machine. | Gualaceo         | Olímpico de Santo Domingo | 3 de octubre | 12:00 | –     |
| Chacaritas             | 0 - 0 Archivado el 8 de octubre de 2020 en Wayback Machine. | Fuerza Amarilla  | Ciudad de Pelileo         | 3 de octubre | 15:00 | –     |
| Independiente Juniors  | 2 - 2 Archivado el 9 de octubre de 2020 en Wayback Machine. | Santa Rita       | Olímpico Atahualpa        | 4 de octubre | 14:30 | –     |
| América de Quito       | 2 - 2 Archivado el 8 de octubre de 2020 en Wayback Machine. | Manta            | Olímpico Atahualpa        | 5 de octubre | 18:00 | GolTV |

| Atlético Porteño | 0 - 1 Archivado el 12 de octubre de 2020 en Wayback Machine.                                            | América de Quito       | Christian Benítez     | 9 de octubre  | 19:00 | GolTV |
| Gualaceo         | 1 - 1 Archivado el 17 de octubre de 2020 en Wayback Machine.                                            | Fuerza Amarilla        | Gerardo León Pozo     | 10 de octubre | 12:00 | –     |
| Santa Rita       | 2 - 3 (enlace roto disponible en Internet Archive; véase el historial, la primera versión y la última). | Chacaritas             | 14 de Junio           | 10 de octubre | 15:00 | –     |
| 9 de Octubre     | 5 - 1 Archivado el 12 de octubre de 2020 en Wayback Machine.                                            | Independiente Juniors  | Alejandro Ponce Noboa | 10 de octubre | 15:00 | –     |
| Manta            | 1 - 0 Archivado el 12 de octubre de 2020 en Wayback Machine.                                            | Atlético Santo Domingo | Jocay                 | 11 de octubre | 11:00 | GolTV |

| Gualaceo               | 1 - 1 Archivado el 20 de octubre de 2020 en Wayback Machine. | Atlético Porteño      | Gerardo León Pozo         | 16 de octubre | 15:00 | –     |
| América de Quito       | 2 - 1 Archivado el 18 de octubre de 2020 en Wayback Machine. | Santa Rita            | Olímpico Atahualpa        | 16 de octubre | 19:00 | GolTV |
| Atlético Santo Domingo | 1 - 4 Archivado el 20 de octubre de 2020 en Wayback Machine. | 9 de Octubre          | Olímpico de Santo Domingo | 17 de octubre | 12:00 | GolTV |
| Fuerza Amarilla        | 0 - 3 Archivado el 21 de octubre de 2020 en Wayback Machine. | Manta                 | 9 de Mayo                 | 17 de octubre | 12:00 | –     |
| Chacaritas             | 1 - 1 Archivado el 19 de octubre de 2020 en Wayback Machine. | Independiente Juniors | Ciudad de Pelileo         | 18 de octubre | 15:00 | –     |

| Santa Rita            | 3 - 1 Archivado el 24 de octubre de 2020 en Wayback Machine. | Gualaceo               | 14 de Junio           | 21 de octubre | 12:00 | –     |
| 9 de Octubre          | 1 - 0 Archivado el 27 de octubre de 2020 en Wayback Machine. | América de Quito       | Alejandro Ponce Noboa | 21 de octubre | 15:00 | –     |
| Atlético Porteño      | 0 - 0 Archivado el 26 de octubre de 2020 en Wayback Machine. | Fuerza Amarilla        | Christian Benítez     | 21 de octubre | 17:00 | GolTV |
| Manta                 | 3 - 1 Archivado el 27 de octubre de 2020 en Wayback Machine. | Chacaritas             | Jocay                 | 22 de octubre | 14:30 | –     |
| Independiente Juniors | 0 - 0 Archivado el 27 de octubre de 2020 en Wayback Machine. | Atlético Santo Domingo | Olímpico Atahualpa    | 22 de octubre | 19:00 | GolTV |

| América de Quito | 3 - 0 Archivado el 29 de octubre de 2020 en Wayback Machine. | Atlético Santo Domingo | Olímpico Atahualpa | 25 de octubre | 12:00 | –     |
| Gualaceo         | 1 - 0 Archivado el 29 de octubre de 2020 en Wayback Machine. | Independiente Juniors  | Gerardo León Pozo  | 25 de octubre | 14:00 | –     |
| Fuerza Amarilla  | 1 - 1 Archivado el 29 de octubre de 2020 en Wayback Machine. | Santa Rita             | 9 de Mayo          | 25 de octubre | 15:00 | –     |
| Chacaritas       | 1 - 1 Archivado el 30 de octubre de 2020 en Wayback Machine. | 9 de Octubre           | Ciudad de Pelileo  | 26 de octubre | 13:00 | GolTV |
| Atlético Porteño | 1 - 0 Archivado el 31 de octubre de 2020 en Wayback Machine. | Manta                  | Christian Benítez  | 27 de octubre | 19:00 | GolTV |

| Independiente Juniors  | 0 - 3 Archivado el 8 de noviembre de 2020 en Wayback Machine.  | América de Quito | Olímpico Atahualpa        | 29 de octubre | 19:00 | GolTV |
| Manta                  | 3 - 2 Archivado el 8 de noviembre de 2020 en Wayback Machine.  | Gualaceo         | Jocay                     | 31 de octubre | 10:45 | GolTV |
| Atlético Santo Domingo | 1 - 0 Archivado el 7 de noviembre de 2020 en Wayback Machine.  | Chacaritas       | Olímpico de Santo Domingo | 31 de octubre | 12:00 | –     |
| 9 de Octubre           | 1 - 0 Archivado el 6 de noviembre de 2020 en Wayback Machine.  | Fuerza Amarilla  | Alejandro Ponce Noboa     | 31 de octubre | 15:00 | –     |
| Santa Rita             | 0 - 0 Archivado el 25 de noviembre de 2020 en Wayback Machine. | Atlético Porteño | 14 de Junio               | 31 de octubre | 15:00 | –     |

| Chacaritas       | 2 - 2 Archivado el 29 de noviembre de 2020 en Wayback Machine. | América de Quito       | Ciudad de Pelileo | 4 de noviembre | 15:30 | –     |
| Fuerza Amarilla  | 0 - 0 Archivado el 13 de noviembre de 2020 en Wayback Machine. | Independiente Juniors  | 9 de Mayo         | 4 de noviembre | 15:30 | –     |
| Atlético Porteño | 0 - 1 Archivado el 11 de noviembre de 2020 en Wayback Machine. | Atlético Santo Domingo | Christian Benítez | 4 de noviembre | 19:00 | GolTV |
| Manta            | 0 - 0 Archivado el 5 de diciembre de 2020 en Wayback Machine.  | Santa Rita             | Jocay             | 5 de noviembre | 14:15 | GolTV |
| Gualaceo         | 3 - 2 Archivado el 22 de noviembre de 2020 en Wayback Machine. | 9 de Octubre           | Gerardo León Pozo | 5 de noviembre | 14:15 | –     |

| 9 de Octubre           | 2 - 1 Archivado el 9 de noviembre de 2020 en Wayback Machine. | Santa Rita       | Alejandro Ponce Noboa     | 8 de noviembre | 15:30 | GolTV |
| Independiente Juniors  | 1 - 1 Archivado el 9 de noviembre de 2020 en Wayback Machine. | Manta            | Olímpico Atahualpa        | 8 de noviembre | 15:30 | GolTV |
| Chacaritas             | 2 - 1 Archivado el 9 de noviembre de 2020 en Wayback Machine. | Atlético Porteño | Ciudad de Pelileo         | 8 de noviembre | 15:30 | –     |
| América de Quito       | 1 - 0 Archivado el 9 de noviembre de 2020 en Wayback Machine. | Gualaceo         | General Rumiñahui         | 8 de noviembre | 15:30 | –     |
| Atlético Santo Domingo | 0 - 0 Archivado el 9 de noviembre de 2020 en Wayback Machine. | Fuerza Amarilla  | Olímpico de Santo Domingo | 8 de noviembre | 15:30 | –     |

| Gualaceo         | 0 - 0 Archivado el 1 de diciembre de 2020 en Wayback Machine.  | Chacaritas             | Gerardo León Pozo | 14 de noviembre | 13:00 | –     |
| Atlético Porteño | 2 - 2 Archivado el 16 de noviembre de 2020 en Wayback Machine. | Independiente Juniors  | Los Chirijos      | 14 de noviembre | 15:30 | –     |
| Santa Rita       | 0 - 0 Archivado el 15 de noviembre de 2020 en Wayback Machine. | Atlético Santo Domingo | 14 de Junio       | 14 de noviembre | 15:30 | –     |
| Fuerza Amarilla  | 1 - 1 Archivado el 16 de noviembre de 2020 en Wayback Machine. | América de Quito       | 9 de Mayo         | 14 de noviembre | 15:30 | GolTV |
| Manta            | 2 - 0 Archivado el 15 de noviembre de 2020 en Wayback Machine. | 9 de Octubre           | Jocay             | 14 de noviembre | 15:30 | GolTV |

### Tabla de resultados cruzados
| Local \ Visitante      | 9OC | AME | APO | ASD | CHA | FAM | GUA | IJR | MAN | STR |
| ---------------------- | --- | --- | --- | --- | --- | --- | --- | --- | --- | --- |
| 9 de Octubre           | —   | 1–0 | 2–0 | 1–1 | 1–1 | 1–0 | 2–1 | 5–1 | 1–0 | 2–1 |
| América de Quito       | 0–0 | —   | 0–1 | 3–0 | 1–2 | 2–1 | 1–0 | 1–0 | 2–2 | 2–1 |
| Atlético Porteño       | 1–3 | 0–1 | —   | 0–1 | 1–0 | 0–0 | 2–1 | 2–2 | 1–0 | 1–0 |
| Atlético Santo Domingo | 1–4 | 1–0 | 0–0 | —   | 1–0 | 0–0 | 0–1 | 0–1 | 1–1 | 3–0 |
| Chacaritas             | 1–1 | 2–2 | 2–1 | 3–3 | —   | 0–0 | 1–0 | 1–1 | 2–1 | 1–2 |
| Fuerza Amarilla        | 0–0 | 1–1 | 0–2 | 0–0 | 4–1 | —   | 2–1 | 0–0 | 0–3 | 1–1 |
| Gualaceo               | 3–2 | 1–0 | 1–1 | 4–0 | 0–0 | 1–1 | —   | 1–0 | 0–1 | 2–1 |
| Independiente Juniors  | 2–0 | 0–3 | 0–1 | 0–0 | 2–2 | 2–0 | 1–1 | —   | 1–1 | 2–2 |
| Manta                  | 2–0 | 1–0 | 2–1 | 1–0 | 3–1 | 3–2 | 3–2 | 1–3 | —   | 0–0 |
| Santa Rita             | 1–1 | 0–1 | 0–0 | 0–0 | 2–3 | 1–2 | 3–1 | 3–1 | 1–1 | —   |

### Campeón
|                                                             |
| 9 de Octubre Fútbol Club 1.er título Asciende a la Serie A. |
| También asciende Manta Fútbol Club como subcampeón.         |

## Goleadores
- Actualizado el 14 de diciembre de 2020.

| Jugador                | Equipo           |   | PJ | Promedio | Minutos | Penalti |
| ---------------------- | ---------------- | - | -- | -------- | ------- | ------- |
| 1. Ángel Ledesma       | Manta            | 9 | 17 | 0.53     | 1432    | 2       |
| 2. Cristian García     | Manta            | 8 | 17 | 0.47     | 1290    | 3       |
| 3. José Lugo           | América de Quito | 7 | 17 | 0.41     | 1280    | 3       |
| 4. Walberto Caicedo    | 9 de Octubre     | 7 | 17 | 0.41     | 1181    | 0       |
| 5. Renny Jaramillo     | 9 de Octubre     | 7 | 18 | 0.39     | 1573    | 5       |
| 6. Luis Carlos         | Gualaceo         | 5 | 15 | 0.33     | 1350    | 2       |
| 7. Héctor Penayo       | Chacaritas       | 5 | 11 | 0.45     | 810     | 1       |
| 8. Wilson Folleco      | Gualaceo         | 4 | 15 | 0.26     | 1290    | 0       |
| 9. Paúl Marret         | Santa Rita       | 4 | 15 | 0.27     | 1077    | 1       |
| 10. Federico Haberkorn | Gualaceo         | 4 | 16 | 0.25     | 1241    | 0       |

### Autogoles
- Actualizado el 14 de diciembre de 2020.

| Fecha    | Jugador         | Goles | Local           |  | Resultado |  | Visitante  |
| -------- | --------------- | ----- | --------------- |  | --------- |  | ---------- |
| 8/3/2020 | Sergio Martínez | 45+1' | Fuerza Amarilla |  | 4 - 1     |  | Chacaritas |

## Máximos asistentes
- Actualizado en septiembre de 2020

| Jugador           | Equipo                | Asistencias |
| ----------------- | --------------------- | ----------- |
| 1. Juan Lastre    | América de Quito      | 2           |
| 2. Kevin Valencia | Chacaritas            | 1           |
| 3. Eber Caicedo   | 9 de Octubre          | 1           |
| 4. Marco Angulo   | Independiente Juniors | 1           |
| 5. Freddy Araujo  | Atlético Porteño      | 1           |

## Estadísticas

### Récords
- Primer gol de la temporada: Jornada 1, Walberto Caicedo en el 9 de Octubre vs. Manta Fútbol Club (29 de febrero de 2020)
- Último gol de la temporada: Jornada 18, John Medina en el Atlético Porteño vs. Independiente Juniors (14 de noviembre de 2020)
- Gol más tempranero:
- Gol más tardío:
- Mayor número de goles marcados en un partido: 6 goles, Chacaritas - Atlético Santo Domingo
- Partido con más penaltis a favor de un equipo:
- Mayor victoria local: Gualaceo 4 - 0 Atlético Santo Domingo (Fecha 2)
- Mayor victoria visitante:Atlético Santo Domingo 1 - 4 9 de Octubre (Fecha 12)

### Rachas
- Mayor racha ganadora: Atlético Porteño con 3 partidos (fecha 3-5)
- Mayor racha invicta: 9 de Octubre con 9 partidos (fecha 4-?)
- Mayor racha marcando: Chacaritas con 8 partidos (fecha 1-8)
- Mayor racha empatando: 9 de Octubre con 4 partidos (fecha 4-7)
- Mayor racha imbatido:
- Mayor racha perdiendo: Santa Rita con 9 partidos (fecha 4-13)
- Mayor racha sin ganar: 9 de Octubre con 5 partidos (fecha 3-7)
- Mayor racha sin marcar: